# 745 Mauritia
Mauritia (asteroide 745) é um asteroide da cintura principal, a 3,1261886 UA. Possui uma excentricidade de 0,0413001 e um período orbital de 2 150,75 dias (5,89 anos).
Mauritia tem uma velocidade orbital média de 16,49401932 km/s e uma inclinação de 13,35663º.
Esse asteroide foi descoberto em 1 de Março de 1913 por Franz Kaiser.